# Choristella nofronii
Choristella nofronii là một loài ốc biển, là động vật thân mềm chân bụng sống ở biển thuộc họ Lepetellidae.